# バールーフ・シュマイロフ

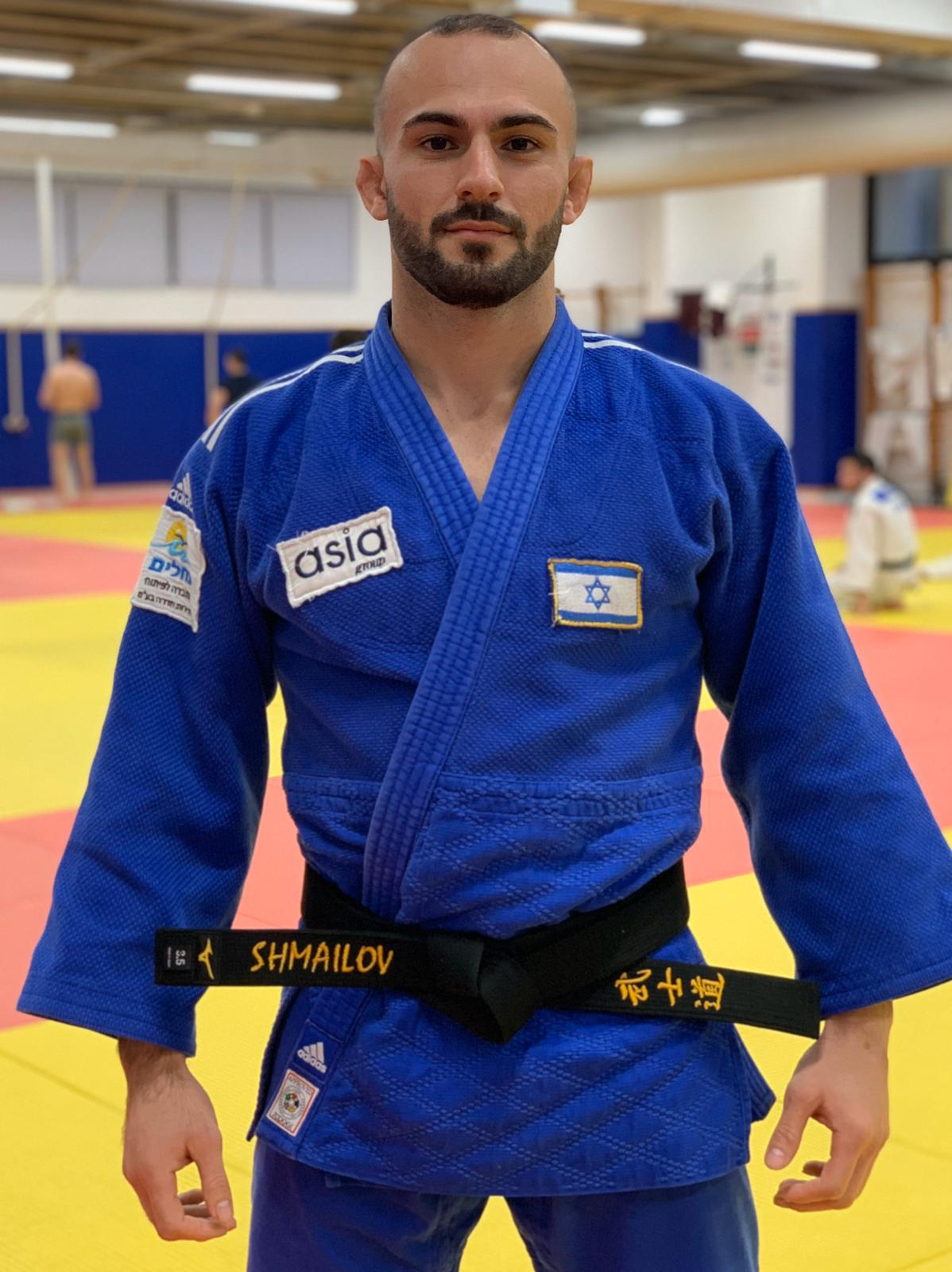

バールーフ・シュマイロフ（Baruch Shmailov 1994年2月9日- ）は、イスラエルの柔道選手。階級は66kg級。

## 経歴
2014年のヨーロッパジュニア66kg級で優勝すると、世界ジュニアでは3位になった。U23ヨーロッパ選手権では優勝した。2017年のワールドマスターズでは3位だった。2018年のワールドマスターズでは決勝で日本の丸山城志郎に敗れて2位だった。2021年のワールドマスターズでは決勝で韓国のアン・バウルに敗れて2位だった。　7月に日本武道館で開催された東京オリンピックでは準々決勝でジョージアのバジャ・マルグベラシビリに敗れるなどして5位だった。東京オリンピック混合団体では選手登録されていただけで、実際の試合には一度も出場しなかったがチームは3位となった。2022年には地元で開催されたグランドスラム・テルアビブとワールドマスターズで優勝した。
IJF世界ランキングは3314ポイント獲得で11位(24/2/26現在)。

## 主な戦績
- 2014年 - ヨーロッパジュニア　優勝
- 2014年 - 世界ジュニア　3位
- 2014年 - U23ヨーロッパ選手権　優勝
- 2015年 - グランプリ・トビリシ　2位
- 2016年 - グランプリ・ザグレブ　2位
- 2017年 - グランドスラム・バクー　3位
- 2017年 - グランプリ・アンタルヤ　3位
- 2017年 - グランドスラム・東京　5位
- 2017年 - ワールドマスターズ　3位
- 2018年 - グランドスラム・デュッセルドルフ　3位
- 2018年 - グランプリ・ザグレブ　3位
- 2018年 - グランドスラム・アブダビ　3位
- 2018年 - グランプリ・ハーグ　2位
- 2018年 - ワールドマスターズ　2位
- 2019年 - グランドスラム・パリ　3位
- 2019年 - グランドスラム・エカテリンブルグ　3位
- 2019年 - ワールドマスターズ　5位
- 2021年 - ワールドマスターズ　2位
- 2021年 - 東京オリンピック　5位
- 2021年 - 東京オリンピック混合団体　3位
- 2022年 -　グランドスラム・テルアビブ 優勝
- 2022年 -　ワールドマスターズ 優勝
- 2024年 -　グランドスラム・タシケント　2位
- 2024年 -　グランプリ・リンツ　2位

(出典)